# Acid polilactic

Acid polilactic

Acidul polilactic (PLA) este un poliester alifatic termoplastic produs din resurse regenerabile, cum ar fi amidonul din porumb (în Statele Unite) sau trestia de zahăr în restul lumii. Este biodegradabil în anumite condiții, cum ar fi prezența oxigenului, și este greu de reciclat.

## Sinteza
Acidul lactic este produs din amidonul din porumb sau trestia de zahăr prin fermentație. Acidul lactic nu poate fi polimerizat direct într-un produs util, pentru că fiecare reacție de polimerizare genereaza o moleculă de apă, care degradează lanțul polimerilor în formare în produși cu mase moleculare foarte mici.

## Aplicații
Acidul polilactic are numeroase întrebuințări. Poate fi folosit în crearea cămășilor (ce pot fi călcate), a tăvilor ce pot fi folosite în cuptoarele cu microunde sau chiar pentru crearea plasticului (în acest caz, este amestecat cu un polimer asemănător cu cauciucul ).Aceste complexe au o formă stabilă și chiar transparentă, fiind utile pentru ambalat. 
Acidul polilactic este utilizat în prezent în aplicații biomedicale, cum ar fi stenturile sau cusăturile după o operație. Acest acid se degradează în câțiva ani. În prezent se fac studii pentru a folosi acidul polilactic pentru producerea țesuturilor artificiale.
Deoarece este biodegradabil, poate fi folosit la împachetare, la crearea sacilor de compost sau a tacâmurilor de unică folosință. Sub formă de fibre, acidul polilactic poate fi folosit ca materie primă pentru produse de igienă (absorbante, tampoane) sau scutece pentru copii, fiind totodată o alternativă sustenabilă la produsele derivate din industria petrochimică. Acidul polilactic este mai scump decât produsele din plastic rezultate din industria petrochimică, dar odată cu creșterea producției, prețul său va scădea.
Cererea în ceea ce privește producția de porumb este în  creștere, pentru că porumbul este folosit pentru bioetanol, dar și pentru alte produse secundare cum ar fi acidul polilactic.
Acesta a fost creat în Regatul Unit pentru a fi folosit la împachetarea sandviciurilor. 
De asemenea, el este folosit pentru pahare biodegradabile de unică folosință. În prezent acidul polilactic poate intra în contact cu lichide fierbinți până la 110 grade Celsius, fiind folosit, de asemenea, la producerea pliculețelor de ceai.

## Producție
În iunie 2010, compania NatureWorks era principalul producător de acid polilactic (bioplastic) în Statele Unite.
Alte companii care produc acidul polilactic sunt PURAC Biomaterials (în Olanda) și alți producători în China. 
Centrul de cercetare Corean KAIST a anunțat că a găsit o metodă de a produce acidul polilactic folosind o variantă modificată genetic a bacteriei Escherichia coli.

## Reciclarea
În Belgia, Galactic a început să recicleze pentru prima dată acidul polilactic. 